# (4043) Perolof
(4043) Perolof ist ein Asteroid des Hauptgürtels, der am 17. Oktober 1977 vom niederländischen Astronomen Cornelis Johannes van Houten entdeckt wurde.
Der Asteroid ist nach dem schwedischen Astrophysiker Per Olof Hulth benannt.